# Права ЛГБТ в Египте
Гомосексуальные отношения в Египте запрещены и преследуются по закону. Помимо преследования со стороны властей, представители ЛГБТ сталкиваются с враждебным отношением среди широких слоёв населения. По оценкам египетского сексолога Хибы Котб, в стране от 10 до 12 процентов населения являются гомосексуалами. В ходе проведённого в 2013 году исследования, 95 процентов опрошенных египтян заявило, что гомосексуальность не должна приниматься обществом.

## Правовое положение
Гомосексуальность в Египте не приветствовалась, но официально не была запрещена. В начале 2000-х годов однополые отношения фактически были криминализированы в связи с ужесточением законодательства.
В 2000 году по обвинению в нарушении общественного порядка были арестованы двое мужчин, заключивших договор однополого брака. В мае 2001 года в ходе проведённого полицией рейда во время вечеринки на корабле в Каире было задержано пятьдесят два человека. Им предъявили обвинения в «нарушении религиозных учений», «распространении порочных идей», «презрении к религии» и «безнравственности». Поддержку обвиняемым оказывали правозащитные организации Human Rights Watch и Amnesty International. Члены бундестага ФРГ и президент Франции призывали египетские власти уважать права ЛГБТ. Двадцать три обвиняемых были приговорены к тюремному заключению, остальные оправданы. 20 июня 2003 года израильский турист был арестован за гомосексуальность, через пятнадцать суток отпущен и отправлен на родину. В 2004 году 17-летний студент частного университета получил 17 лет тюремного заключения с каторжными работами за то, что отправил свою анкету на сайт гей-знакомств. В 2013 году египетский комик Басем Юсеф на шоу The Daily Show в интервью Джону Стюарту рассказал, что правительством Мурси был обвинён в «пропаганде гомосексуализма и разврата». В ноябре 2014 года восемь мужчин было приговорено к трём годам тюремного заключения за распространение непристойных изображений, которыми являлись видеосъёмки с церемоний однополых бракосочетаний.
На всю критику и обвинения египетские власти отвечают либо отрицанием самого факта преследования ЛГБТ, либо аргументируя защитой своей политики, расценивающей гомосексуальность как «извращение».